# Ignacio Verdugo Cavada
Ignacio Verdugo Cavada (Concepción, 12 de octubre de 1887-Santiago, 11 de agosto de 1970), fue un abogado y poeta chileno.

## Biografía
Realizó sus estudios de Derecho en la Universidad de Chile de donde se graduó en 1910. Después de ejercer su profesión y desempeñar un cargo público hasta 1917, decidió, por razones de salud, residir en Mulchén y dedicarse a la agricultura hasta los años 1940. Luego se trasladó a vivir a la ciudad de Santiago donde finalmente fallece.

## Obra
Su obra poética fue difundida en diversas revistas y periódicos. Aunque de una considerable producción literaria, donde destaca el poema «El copihue rojo» Escrita a muy temprana edad y con gran repercusión en la época (1905), un único libro fue publicado con el título El alma de Chile en 1961.

## Homenajes
La biblioteca pública de Mulchén fue bautizada como Biblioteca Pública Ignacio Verdugo Cavada en su honor.